# Suore della Sacra Famiglia di Manizales
Le Suore della Sacra Famiglia (in spagnolo Hermanas de la Sagrada Familia de Manizales) sono un istituto religioso femminile di diritto pontificio.

## Storia
La congregazione fu fondata il 1º maggio 1910 a Santa Rosa de Cabal, in Colombia, dal sacerdote Jesús Antonio Molina Mejía insieme con María de Jesús Mejía Jaramillo.
L'erezione canonica dell'istituto in congregazione religiosa di diritto diocesano, autorizzata dalla Santa Sede il 5 maggio 1959, fu effettuata da Arturo Duque Villegas, arcivescovo di Manizales, il 24 settembre 1959.

## Attività e diffusione
Le suore si deducano alla preservazione e alla protezione dell'infanzia e della fanciullezza femminile, alla cura degli anziani abbandonati, alla collaborazione nelle opere parrocchiali, al servizio in vescovadi, canoniche e seminari.
La sede generalizia è a Manizales.
Nel 2013 l'istituto contava 87 religiose in 20 case.